# Anvar Kurbanov
Anvar Kurbanov (en uzbeko: Qurbonov Anvar Sarmanovich; nacido en 1948) es un constructor, artesano y líder de brigada uzbeko de la columna móvil mecanizada n.º 49 de la empresa estatal "Sir daryojamqurilish" en la región de Sir Daria. En 1998 recibió el título de Héroe de Uzbekistán.

## Biografía
Anvar Kurbanov nació en 1948 en el distrito de Guliston de la República Socialista Soviética de Uzbekistán. En 1969 comenzó a trabajar como albañil en la empresa constructora No. 60 en el distrito de Guliston. Desde 1975 trabaja como maestro de obras en la tercera columna mecanizada del mismo distrito. De 1981 a 1998 ocupó el cargo de jefe de brigada de la columna mecanizada nº 49 en "Sir daryojamqurilish". En 1998, fue nombrado jefe de brigada de la SMU No.4 en el distrito de Guliston. En 2000, fue elegido presidente del sindicato de esta organización.
Anvar Kurbanov participó activamente en la construcción de muchas estructuras arquitectónicas importantes, como el quinto distrito de Gulistan, el Centro de Espiritualidad e Iluminación, la piscina, el complejo deportivo "Alpomish", el Palacio de Boxeo y la sucursal regional de la Central. Banco de la Federación de Rusia.

## Premios
- Oʻzbekiston Qahramoni (Héroe de Uzbekistán) (1998)[6][7]